# Pahrump

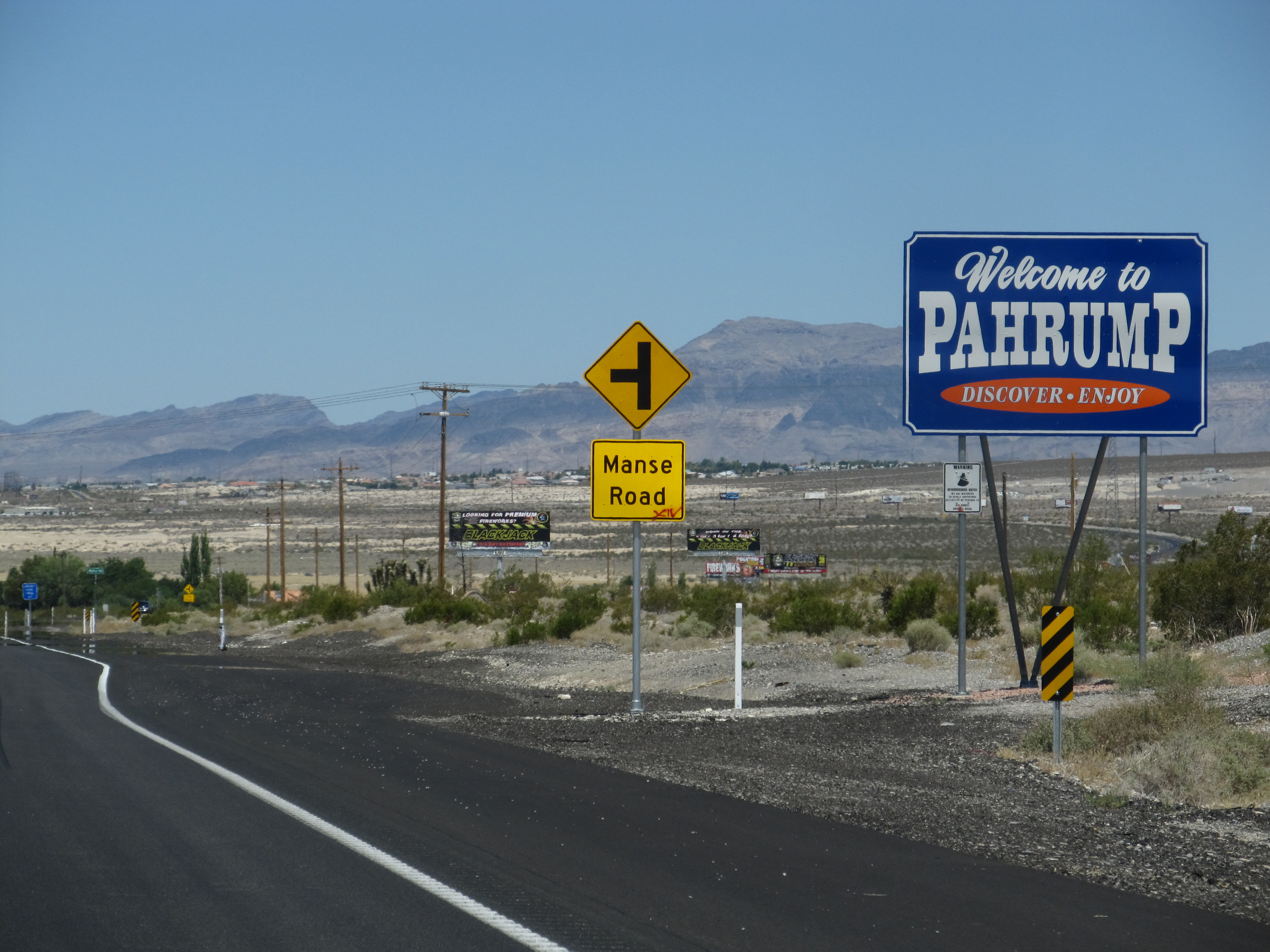
Powitalna tablica

Pahrump – jednostka osadnicza w Stanach Zjednoczonych, w stanie Nevada. 
Mieszkańcy miejscowości stanowią niemal całą populację hrabstwa Nye. W roku 2000 było ich 24 631, a w 2005 - 40 371. Siedzibę władz hrabstwa zamieszkiwało około 2 627 osób w roku 2000. Mieszkańcy nadali Pahrump motto: Serce Nowego Dzikiego Zachodu (Heart of the New Old West).

## Historia
Pierwotnie obszar ten zamieszkiwali Indianie z plemienia Szoszonów. Osadnicy z Europy dotarli w późnych latach XIX wieku. Nazwali tę dolinę Pahrump, gdyż rdzenni mieszkańcy mówili na nią Pah - Rimpi czyli Wodne Skały. Miały na to wpływ obfite studnie artezyjskie. Dzięki nim nowi mieszkańcy Doliny Pahrump założyli rancza. Obecnie studnie nie są wykorzystywane gdyż prawie nic nie zostało z dawnego rolnictwa.
Do roku 1960 w mieście nie było telefonu, ani asfaltowej drogi. Dopiero gdy Las Vegas zaczęło się rozrastać, inwestorzy budowlani zainteresowali się Pahrump. W późnych latach sześćdziesiątych wybudowano drogę stanową dochodzącą do miasta oraz linię telefoniczną. Następnie drogę tę przedłużono na północ do autostrady międzystanowej nr 95, blisko Amargosa Valley. Później zbudowano trasę do Shoshone w Kalifornii, przechodzącą dalej przez Dolinę Śmierci w Kalifornii.
W roku 1972 otwarto pierwszą szkołę średnią.

## Kultura masowa

### Art Bell
Pahrump jest rodzinnym miastem pisarza Arta Bela - pomysłodawcy i prowadzącego audycję radiową, której tematem są zjawiska paranormalne.

### Marsjanie atakują
Nakręcono tutaj fragment filmu marsjanie atakują!, w którym obcy niszczą miasto po wypuszczeniu gołębia.
- Coast to Coast AM